# Kirche Reiffenhausen

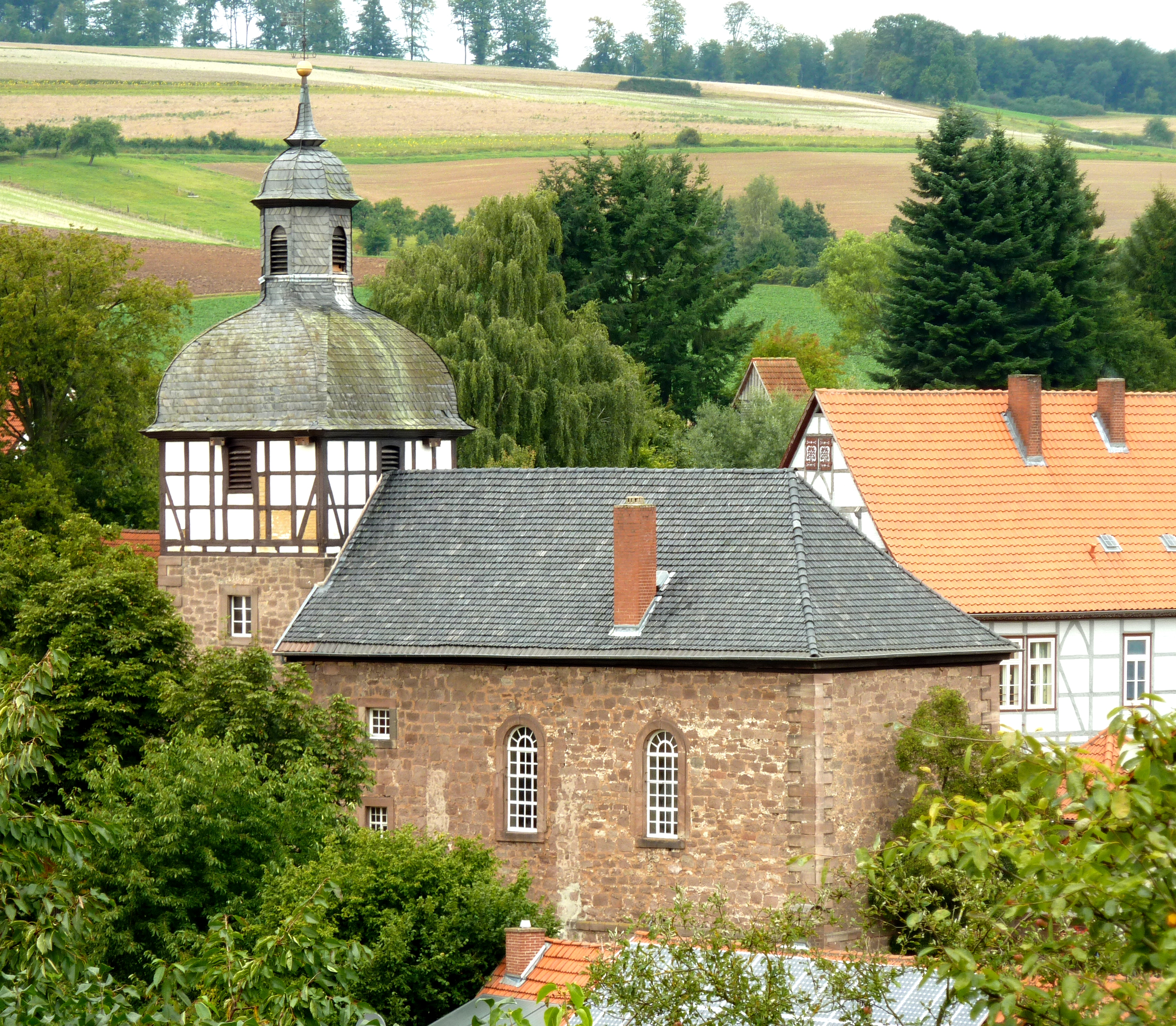
Kirche Reiffenhausen

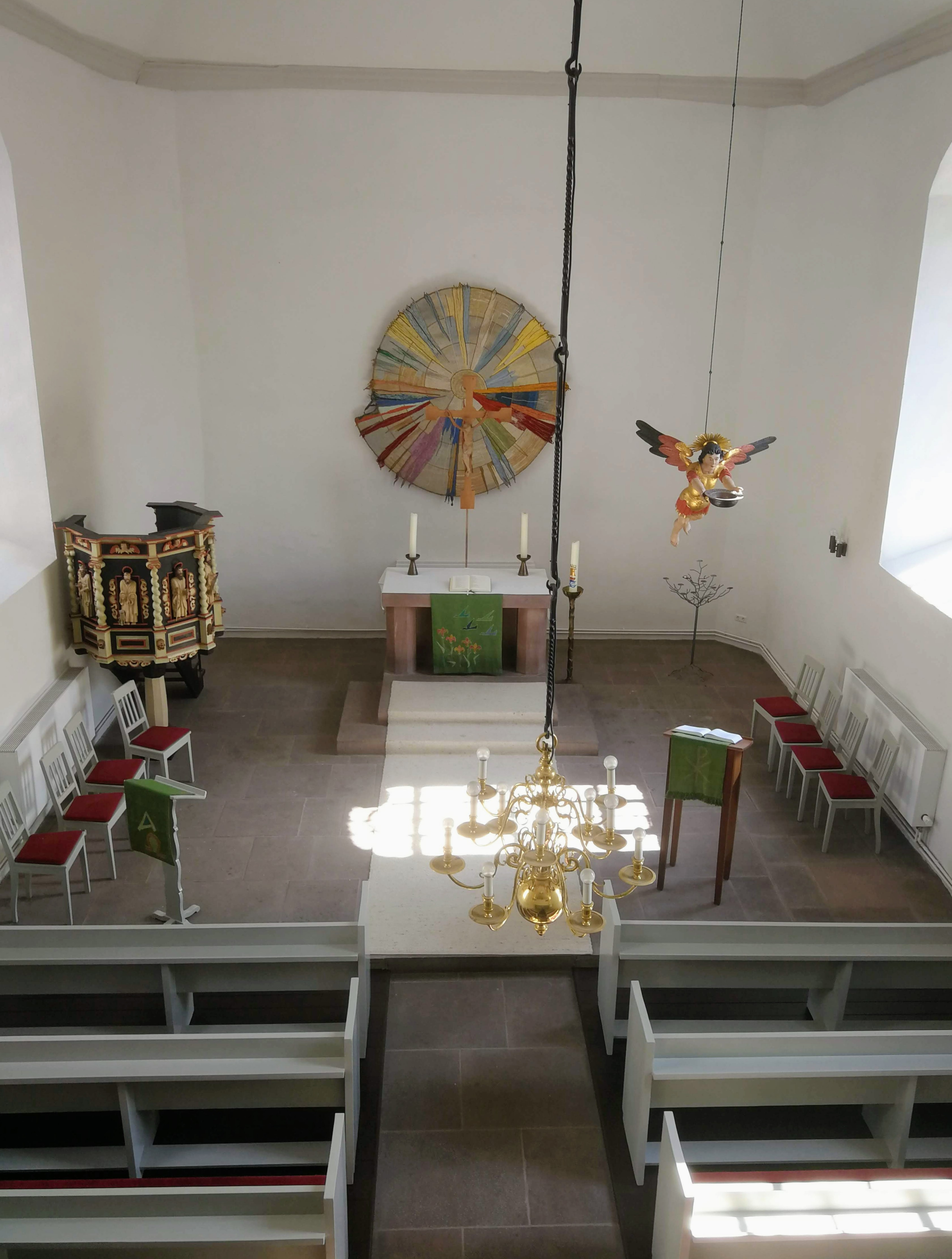
Innenraum

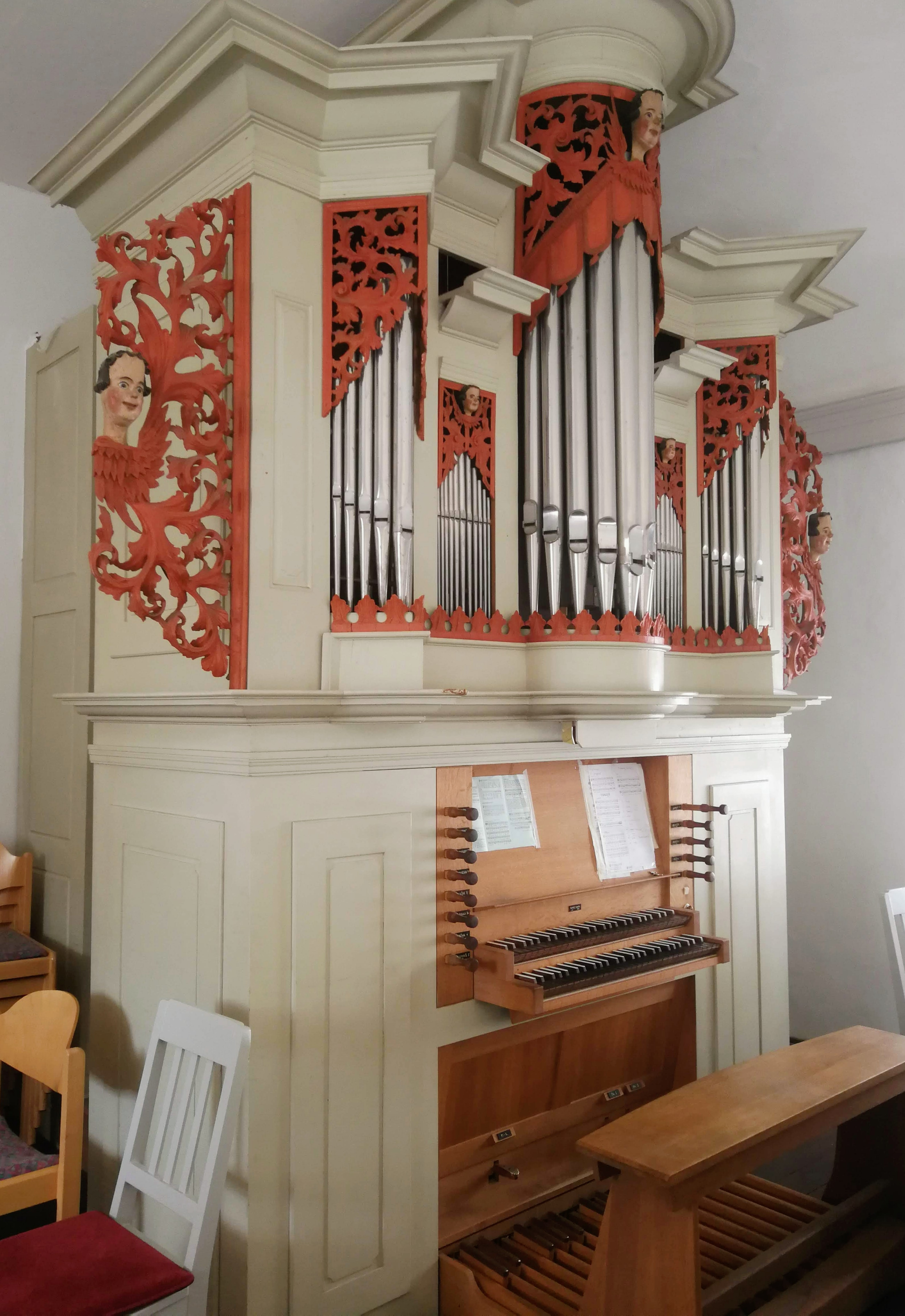
Orgel

Die evangelisch-lutherische denkmalgeschützte Kirche Reiffenhausen steht im Ortsteil Reiffenhausen der Gemeinde Friedland im Landkreis Göttingen von Niedersachsen. Die Kirchengemeinde gehört zum Kirchenkreis Göttingen im Sprengel Hildesheim-Göttingen der Evangelisch-lutherischen Landeskirche Hannovers.

## Beschreibung
Die gerade abgeschlossene Saalkirche aus Bruchsteinen wurde 1742 gebaut, wie es eine Inschrift über dem Portal des Kirchenschiffs bezeugt. Der quadratische Kirchturm im Westen kam erst 1796 hinzu, was ebenfalls bezeugt ist. Die Wände sind mit Ecksteinen verziert. Ein zugemauertes Portal an der Südseite zeigt, dass die Reste eines mittelalterlichen Vorgängerbaus in den Neubau einbezogen wurden. Das Obergeschoss des Turms ist aus Fachwerk, hinter seinen Klangarkaden befindet sich der Glockenstuhl. Bedeckt ist der Turm mit einer glockenförmigen schiefergedeckten Haube, auf der eine geschlossene Laterne sitzt, die mit einer Turmkugel bekrönt ist. 
Zur barocken Kirchenausstattung gehören eine Kanzel, die mit Paulus und den 4 Evangelisten verziert ist, und ein Taufengel von 1752.

## Orgel
Die erste Orgel stammt von 1774. Das heutige Werk mit 12 Registern auf Schleifladen, verteilt auf 2 Manuale und Pedal, wurde im alten Gehäuse 1970 von Rudolf Janke gebaut. Die Disposition lautet:
| I Hauptwerk C–g3 |                 |    |
| 1.               | Rohrflöte       | 8′ |
| 2.               | Prinzipal       | 4′ |
| 3.               | Sesquialtera II |    |
| 4.               | Gemshorn        | 2′ |
| 5.               | Mixtur III      |    |

| II Oberwerk C–g3 |            |    |
| 6.               | Gedackt    | 8′ |
| 7.               | Spitzflöte | 4′ |
| 8.               | Prinzipal  | 2′ |
| 9.               | Oktave     | 1′ |

| Pedal C–d1 |          |     |
| 10.        | Subbass  | 16′ |
| 11.        | Oktave   | 4′  |
| 12.        | Trompete | 8′  |

- Koppeln: II/I, I/P, II/P